# اكتشاف وتطوير حاصرات بيتا
بدأ تطوير حاصرات بيتا في البداية في ستينيات القرن الماضي لعلاج النوبات القلبية، ولكنها أصبحت تستخدم اليوم لعلاج ارتفاع ضغط الدم وقصور القلب الاحتقاني وبعض اضطرابات نظم القلب، اكتشف العلماء في خمسينيات القرن الماضي أن مركب ثنائي كلورو إيزوبروتيرينول - وهو أحد حاصرات بيتا - يمنع تأثير الأمينات المحاكية للودي على توسع القصبات واسترخاء الرحم وتحفيز القلب، ورغم عدم دخول هذا المركب للاستخدام السريري، إلا أن التغييرات التي أجريت عليه سمحت باشتقاق مركب برونيتالول والذي دخل الاستخدام الطبي السريري في عام 1962.

## تاريخ
تعتبر حاصرات بيتا فئة مهمة جدًا من الأدوية بسبب استخدامها على نطاق واسع في جميع أنحاء العالم. يعود اكتشاف حاصرات بيتا إلى أكثر من 100 عام، عندما توصل الباحثون الأوائل إلى فكرة أن الكاتيكولامينات ترتبط بشكل انتقائي بمستقبلات خاصة وأن هذه الآلية هي سبب تأثيرها الدوائي. نشر العالم ريموند ألغوست في عام 1948 ورقة علمية ووصف فيها هذه المستقبلات للمرة الأولى باسم مستقبلات ألفا وبيتا. وسرعان ما أصبحت نتائج هذه الدراسات أساسًا لمزيد من الأبحاث في مجال تطوير الأدوية.
أجرى عالم الأدوية الإسكتلندي جيمس بلاك وزملاؤه في شركة إمبريال البريطانية للصناعات الكيماوية في ستينيات القرن الماضي تجارب على سلسلة من مركبات التي تحصر مستقبلات بيتا الأدرينالية كالبرونيتالول والبروبرانولول. ركز الدكتور بلاك على تطوير دواء يخفف من آلام النوبات القلبية الناتجة عن نقص الأكسجين في العضلة القلبية، وتمثلت خطته بابتكار دواء من شأنه أن يقلل من احتياج القلب للأكسجين. افترض أن هذه المركبات ستقلل من استهلاك القلب للأكسجين عن طريق التدخل في تأثيرات الكاتيكولامينات على العضلة القلبية.
وُصفت الخصائص الدوائية لثاني كلورو إيزوبروتيرينول في عام 1958، وثبت أن مستقبلات بيتا يمكن تعطيلها كيميائيًا. لم يكن لثاني كلورو إيزوبروتيرينول أي فائدة سريرية ولكن المركبات المشتقة منه يمكن استخدامها سريريًا.
أظهرت التجارب السريرية في أبريل 1963 احتمال وجود ارتباط بين البرونيتالول وأورام الغدة الصعترية عند الفئران، ومع ذلك أدخل الدواء للاستخدام السريري تحت الاسم التجاري ألديرلين كأول حاصر بيتا مفيد سريريًا. أطلق الدواء في نوفمبر 1963 عندما أثبتت العديد من التجارب السريرية فعاليته في النوبات القلبية وأنواع معينة من اللانظميات القلبية. كان برونيتالول يُسوَّق فقط للاستخدام في الحالات المرضية المهددة للحياة. استمر الدكتور جيمس بلاك في ابتكار حاصر بيتا آخر يسمى بروبرانولول، وهو حاصر بيتا غير انتقائي. بدأت التجارب السريرية على الدواء في صيف عام 1964 وبعد عام واحد، أطلق البروبرانولول تحت الاسم التجاري إنديرال بعد عامين ونصف فقط من اختباره لأول مرة. اتضح أن للبروبرانولول فاعلية أكبر من البرونيتالول مع آثار جانبية أقل. أصبح بروبرانولول الدواء الرئيسي في علاج النوبات القلبية، منذ استخدام موسعات الأوعية الإكليلية (مثل النتروغليسرين) قبل حوالي 100 عام. أصبح عقار بروبرانولول أكثر دواء مبيعًا في العالم واستخدم لعلاج مجموعة واسعة من أمراض القلب والأوعية الدموية مثل اللانظميات القلبية وارتفاع ضغط الدم واعتلال العضلة القلببية الضخامي.

### تطور حاصرات بيتا الانتقائية وغير الانتقائية
واجهت شركة آي سي آي منافسة شديدة من شركات الأدوية الأخرى بعد إطلاق البروبرانولول، وأدت هذه المنافسة إلى إجبارها على التحسين المستمر في التركيبة الدوائية لحاصرات بيتا. أطلقت شركة آي سي آي في عام 1970 عقار براكتيسيول تحت الاسم التجاري إرالدين، ولكنه سحب من السوق بعد عدة سنوات بسبب الآثار الجانبية الشديدة التي سببها، ومع ذلك فقد لعب هذا الدواء دورًا كبيرًا في الدراسات حول الآلية الأساسية لحصار المتقبلات بيتا. دفع سحب إرالدين شركة آي سي آي لإطلاق حاصر ألفا آخر هو الأتينولول، والذي أُطلق في عام 1976 تحت الاسم التجاري تينورمين. أتينولول حاصر انتقائي لمستقبلات بيتا 1 وقد طُور بهدف الحصول على حاصر بيتا مثالي، وسرعان ما أصبح أحد أكثر أدوية القلب مبيعًا في العالم. كان مشروع حاصرات بيتا الذي تبنته شركة آي سي آي يعتمد على نظرية ألغوست، وساعدت الأدوية التي نتجت عن هذا المشروع من بروبرانولول إلى أتينولول في ترسيخ نظرية المستقبلات الكيميائية بين صفوف العلماء وشركات الأدوية.
أدى التقدم الذي حدث في مجال تطوير حاصرات بيتا إلى إدخال أدوية ذات خصائص متنوعة، فطورت حاصرات بيتا ذات انتقائية عالية لمستقبلات بيتا 1 القلبية (مثل ميتوبرولول وأتينولول)، والأدوية التي تؤدي لتوسيع مباشر للأوعية مثل نيبيفولول، وطورت تركيبات دوائية طويلة التأثير أو قصيرة التأُثير من حاصرات بيتا، وفي عام 1988 حصل السير جيمس بلاك على جائزة نوبل في الطب لعمله على تطوير حاصرات بيتا.

## الاستخدام السريري

### القلب والأوعية الدموية
استخدمت حاصرات بيتا لعقود طويلة في طب القلب والأوعية الدموية، وأثبتت قدرتها على الحد من معدلات المرض والوفيات. يُوصى باستخدام حاصرات بيتا في متلازمة الشرايين الإكليلية الحادة كخط أول للعلاج، لأن استخدامها أظهر تحسنًا فعليًا في تقليل معدل الوفيات. تعمل حاصرات بيتا مع حاصرات قنوات الكالسيوم لتقليل عبء العمل على القلب وتنقص احتياجاته للأكسجين. تستخدم حاصرات بيتا في بعض الأحيان في العلاج المركب للنوبات القلبية، إذا لم تحقق حاصرات بيتا الهدف المطلوب بمفردها. تستخدم حاصرات بيتا أيضًا كأدوية مضادة لاضطراب النظم في المرضى الذين يعانون من فرط نشاط الغدة الدرقية، واللانظميات القلبية، والرجفان الأذيني، والرفرفة الأذينية، واللانظميات البطينية. يقلل العلاج بحاصرات بيتا من حدوث قصور القلب المفاجئ عند المرضى المصابين باحتشاء القلب، وربما يعود السبب في ذلك إلى تأثيراتها المضادة لاضطراب النظم وتأثيراتها المضادة للإقفار. جميع حاصرات بيتا قادرة على خفض ضغط الدم أيضًا، وبالتالي تعد الخيار الأول لعلاج ارتفاع ضغط الدم، ولكن استخدامها مع حاصرات قنوات الكالسيوم يعزز من فعاليتها وتأثيراتها العلاجية.

### استخدامات أخرى
يمكن استخدام حاصرات بيتا لعلاج عدد قليل من الأمراض الأخرى غير أمراض القلب والأوعية الدموية.

#### الرجفان
تعتبر حاصرات بيتا غير الانتقائية خيارًا علاجيًا مهمًا عندما تكون أعراض الرجفان مجهول السبب شديدة، وقد أظهرت الدراسات أن البروبرانولول قلل من الأعراض بشكل أكثر من بقية حاصرات بيتا عند هذه الفئة من المرضى.

#### الزرق
ينتج الزرق عن ارتفاع الضغط داخل العين . تقلل حاصرات بيتا من الضغط داخل العين وتعتبر العلاج الأكثر شيوعًا لهذه الحالة. يحتاج معظم المرضى الذين يستخدمون حاصرات بيتا الموضعية إلى علاج مساعد للمساعدة في خفض ضغط العين، وأحد أكثر الأدوية استخدامًا كعلاج مساعد هو دورزولاميد.

#### التشوهات الخلقية في الحمل
تشير التقارير إلى أن ارتفاع ضغط الدم يحدث خلال بمعدل 10% من حالات الحمل، ما يجعله من أكثر الاضطرابات الطبية شيوعًا أثناء الحمل. يجب الحصول على تشخيص صحيح لارتفاع ضغط الدم أثناء الحمل، مع التركيز على التفريق بين ارتفاع ضغط الدم الموجود مسبقًا وارتفاع ضغط الدم الناجم عن الحمل. يجب أيضًا تحقيق توازن بين المخاطر المحتملة على صحة الجنين فيما يتعلق بالتعرض للأدوية والمخاطر على الأم والطفل في حال عدم العلاج.
يعتبر استخدام الأدوية الخافضة للضغط أثناء الحمل شائعًا نسبيًا، ويمكن استخدام عدد محدود من الأدوية الخافضة للضغط عند النساء الحوامل،  وأكثر أنواع خافضات ضغط الدم شيوعًا في الثلث الأول من الحمل هي حاصرات بيتا.
تصنف إدارة الغذاء والدواء الأمريكية حاصرات بيتا ضمن فئات مختلفة بالنسبة لأمان استخدامها أثناء الحمل تتراوح بين بي إلى دي.